# 我和她的漫画萌战记
《我和她的漫画萌战记》（日语：オレと彼女の萌えよペン）是村上凛所著、秋奈つかこ插画的轻小说作品，获得第8回《Dragon Magazine》龙皇杯优胜奖，2014年10月18日由富士见书房出版第1集。2016年1月20日发行第5卷，并宣布完结。2016年2月发行增刊号。

## 人物簡介
君島泉：
本作主人公，目標是成為熱血戰鬥系漫畫家的高中二年級學生。
生駒茉莉：
本作女主角，萌系新人漫畫家，筆名“生駒AGITO”。

## 出版書籍

### 輕小說
- オレと彼女の萌えよペン1 ISBN 978-4-04-070328-2-C0193
- オレと彼女の萌えよペン2 ISBN 978-4-04-070329-9-C0193
- オレと彼女の萌えよペン3 ISBN 978-4-04-070579-8-C0193
- オレと彼女の萌えよペン4 ISBN 978-4-04-070580-4-C0193
- オレと彼女の萌えよペン5